# Hieracium hirsutum
Hieracium hirsutum es una especie de planta con flor del género Hieracium, de la familia Asteraceae, orden Asterales.

## Taxonomía
Fue descrita científicamente por Bernh. ex Froelich.
Tratamiento taxonómico
La especie aparece registrada y publicada en Prodromus Systematis Naturalis Regni Vegetabilis.